# Danmarksekspeditionens Hjemkomst
Danmarksekspeditionens Hjemkomst er en dansk dokumentarisk optagelse fra 1908 produceret af Nordisk Films Kompagni.

## Handling
Avisforside affilmet. Danmark-ekspeditionens deltagere vender hjem fra Grønland, og ankommer til Københavns Havn 23. august 1908. Skibe sejler ind i havnen. Officiel modtagelse af politikere, pårørende og diverse honoratiores. Et par grønlandske hunde er hjembragt. Ekspeditionen forlod Danmark 24. juli 1906 under ledelse af Ludvig Mylius-Erichsen (f. 1872). Den havde som hovedopgave at kortlægge Grønlands nordøstlige kyst. Videnskabeligt var ekspeditionen en succes, men Mylius Erichsen, Jørgen Nikolaj Isak Brønlund (f. 1877) og Niels Peter Høeg Hagen (f. 1877) omkom november 1907.